# 東京都道113号杉並武蔵野線
東京都道113号杉並武蔵野線（とうきょうとどう113ごう すぎなみむさしのせん）は東京都杉並区北西部と同都武蔵野市北東部を結ぶ一般都道である。

## 概要
- 起点：桃井四丁目交差点手前接続点／東京都道4号交点
- 終点：八幡宮前交差点／東京都道7号交点

## 一般名称
- 女子大通り：桃井四丁目交差点手前接続点 - 四軒寺交差点（東京女子大学の前を通ることからこの名前がつく）
- 吉祥寺通り：四軒寺交差点 - 八幡宮前交差点（東京都通称道路名設定公告整理番号91）

## 重複区間
なし

## 通過する自治体
- 東京都
  - 杉並区 - 武蔵野市

## 交差・接続する道路
- 東京都道4号東京所沢線・東京都道5号新宿青梅線（青梅街道）「桃井4丁目交差点」
- 東京都道116号関町吉祥寺線（吉祥寺通り）「四軒寺交差点」
- 東京都道7号杉並あきる野線（五日市街道）、東京都道114号武蔵野狛江線（吉祥寺通り）「八幡宮前交差点」

## 周辺の施設
- 杉並区立荻窪中学校
- 東京女子大学
- 武蔵野市立第三中学校

## 備考
- 東京都の都道一覧